# El fotògraf de Mauthausen
El fotògraf de Mauthausen (títol original: El fotógrafo de Mauthausen) és una pel·lícula espanyola estrenada el 26 d'octubre del 2018 dirigida per Mar Targarona. Basada en fets reals, explica la història de Francesc Boix, un combatent republicà i fotògraf que fou capturat pels alemanys i internat al camp de concentració de Mauthausen durant la Segona Guerra Mundial. Va guanyar quatre Premis Gaudí, entre els quals la millor direcció artística i la millor direcció de producció. Ha estat doblada al català.

## Argument
Amb l'ajuda d'un grup de presoners espanyols que lideren l'organització clandestina del camp de concentració de Mauthausen, Francesc Boix, un pres que treballa en el laboratori fotogràfic del camp, arrisca la seva vida en planejar l'evasió d'uns negatius que demostraran al món les atrocitats comeses pels nazis en l'infern del camp de concentració. Les fotografies que Boix i els seus companys aconsegueixen salvar serviran per a condemnar alts càrrecs nazis durant els Judicis de Nuremberg de 1946, on Boix participa com a testimoni clau.

## Repartiment
- Mario Casas com a Francesc Boix
- Richard Von Weiden com a Paul Ricken
- Alain Hernández com a Hugo
- Adrià Salazar com a Anselmo
- Eduard Buch com a Fonseca

## Producció
La gravació va començar el 30 d'octubre del 2017 a Terrassa i a Budapest. En aquesta última ciutat es van aprofitar els decorats d'un camp de concentració que es van fer servir en el film El noi del pijama de ratlles. L'actor Mario Casas va perdre 12 quilos per a interpretar a Francesc Boix.